# Халупа, Вацлав (младший)
Вацлав Халупа-младший (чеш. Václav Chalupa, род. 7 декабря 1967[…], Йиндржихув-Градец, Южно-Чешская область) — чешский гребец, серебряный призёр летних Олимпийских игр 1992 года в соревнованиях одиночек, участник шести летних Олимпийских игр, многократный призёр чемпионатов мира, чемпион Европы, обладатель Кубка мира.

## Спортивная биография
Заниматься академической греблей Халупа начал в 13 лет под руководством своего отца — Вацлава Халупы-старшего. С 1989 года он начал тренироваться у Зденека Печки. Первым международным стартом в составе сборной Чехословакии для Халупы стал юниорский чемпионат мира 1985 года в Бранденбурге, где в составе двойки парной он стал 9-м. В 1988 году Вацлав дебютировал на летних Олимпийских играх. Молодой гребец в составе четвёрки парной занял 5-е место в финале B. С 1989 года Халупа стал выступать в одиночках. На своём первом чемпионате мира чехословацкий гребец смог выйти в главный финал, где уступил лишь действующему олимпийскому чемпиону немцу Томасу Ланге. Спустя год Вацлав повторил свой результат, уступив на этот раз представителю СССР Юрию Яансону. Третью кряду серебряную медаль с мировых первенств Халупа завоевал в 1991 году на чемпионате в Вене, вновь проиграв на финише немцу Ланге.
На летних Олимпийских играх 1992 года в Барселоне Вацлав Халупа-младший, наряду с Томасом Ланге, считался одним из претендентов на победу в соревнованиях одиночек. Оба спортсмена уверенно преодолели предварительные раунды и вышли в финал соревнований. В решающем заезде борьба между Халупой и Ланге шла до самого финиша, но в итоге победу одержал немецкий спортсмен, опередивший Вацлава чуть более, чем на полторы секунды. Серебряная серия для Халупы продолжилась на чемпионате мира 1993 года. На этот раз Вацлав смог опередить Ланге, но в борьбе за золотую медаль уступил канадцу Дереку Портеру. На мировом первенстве 1994 года Халупа впервые не смог попасть в число призёров, завершив финальный заезд на 5-м месте. Спустя год Вацлав вновь поднялся на пьедестал, завоевав бронзовую медаль соревнований.
На летних Олимпийских играх 1996 года в Атланте Вацлав Халупа-младший уже не рассматривался в качестве основного фаворита в борьбе за медали соревнований. Чешский спортсмен смог пробиться в финал, но занял там только 5-е место, уступив бронзовому призёру Томасу Ланге больше 8 секунд. Следующую награду с мировых первенств Халупа завоевал в 1998 году, став бронзовым призёром чемпионата в Кёльне. На Олимпийских играх 2000 года 33-летний спортсмен не смог пробиться в основной финал. В классификационном заезде Халупа не принял участие и по итогам сиднейских Игр занял итоговое 11-е место.
В 2001 году Халупа-младший завоевал свою последнюю индивидуальную награду на мировых первенствах, став третьим на чемпионате в Люцерне. Игры 2004 года стали последними для Вацлава, когда он выступал в соревнованиях одиночек. С 2008 года Чехию на Играх неизменно представлял Ондржей Сынек, ставший впоследствии трёхкратным призёром Олимпийских игр. В Афинах Халупа смог пробиться в финал и даже лидировал после 500 метров дистанции, но уже к середине заезда он отстал от лидеров и завершил дистанцию на 5-м месте.
Проиграв конкуренцию более молодому Сынеку Халупа-младший стал выступать в других дисциплинах академической гребли. В 2005 году Вацлав стал 4-м на чемпионате мира в составе четвёрки парной, в 2007 году он стал 16-м в турнире двоек парных, а также стал чемпионом Европы в восьмёрках. На свои шестые Олимпийские игры в Пекин 40-летний Халупа-младший отправился в составе двойки распашной. Партнёром Вацлава стал Якуб Маковицка. По итогам соревнований чешская двойка смогла пробиться лишь в финал B, где заняла второе место. Свою спортивную карьеру Халупа-младший завершил в 2009 году, став бронзовым призёром чемпионата мира в составе двойки с рулевым.

## Награды
- В 2012 году получил от Международной федерации гребного спорта (FISA) медаль Томаса Келлера в знак признания выдающейся карьеры в гребле.

## Семья
- Отец — Вацлав Халупа — участник Олимпийских игр 1960 и 1964 годов в академической гребле.